# Házasodik az uram

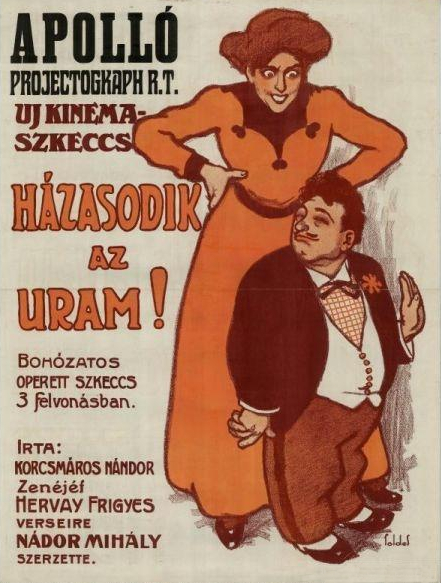
Locandina del film

Házasodik az uram è un film muto del 1913 diretto da Mihály Kertész.

## Produzione
Il film fu prodotto dalla Projectograph.

## Distribuzione
Il film era noto internazionalmente con il titolo inglese My Husband's Getting Married.